# Ramón Santana
Ramón Santana ist eine Gemeinde in der Dominikanischen Republik. Sie ist eine der sechs Gemeinden der Provinz San Pedro de Macorís und hat 9308 Einwohner (Schätzung 2019). Der ursprünglicher Name war Guasa (auch Guaza geschrieben), aber 1899 wurde er in Ramón Santana geändert, nach dem Zwillingsbruder von Pedro Santana.